# ثور (عالم مارفل السينمائي)
ثور أودينسون هو شخصية خيالية يجسدها كريس هيمسورث في عالم مارفل السينمائي (MCU)، تستند إلى شخصية قصص مارفل المصورة التي تحمل نفس الاسم وإلى الإله الإسكندنافي الأسطوري، إله الرعد. في عالم مارفل السينمائي، يُصوَّر ثور كأحد أقوى الأسغارديين، وهي حضارة فضائية قديمة لها روابط طويلة بالأرض، ويعتبرهم البشر آلهة. يحمل ثور مطرقة قوية تُسمّى ميولنير، ويُصوَّر في البداية على أنه الوريث المتعجرف لعرش أسغارد، والذي تتسبب تصرفاته المتهورة في حدوث اضطرابات بين العوالم التسعة الواقعة تحت حماية أسغارد. هذا يضعه في صراع مع شقيقه بالتبني الشرير لوكي، إله الشر.
يلتزم ثور بحماية الأرض، ويصبح عضوًا مؤسسًا في فريق المنتقمين. في النهاية يصبح ملك أسغارد بعد وفاة أودين، لكن المملكة بأكملها تُدمَّر خلال المعركة مع شقيقته هيلا. بعدها يدخل ثور في صراع مع ثانوس، الذي يقتل نصف الأسغارديين ويستخدم أحجار اللانهاية لمحو نصف الحياة في الكون، قبل أن يقتل ثور ثانوس بنفسه. لاحقًا ينضم ثور إلى زملائه المنتقمين للحصول على الأحجار من الماضي باستخدام السفر عبر الزمن، وينجحون في التراجع عن أفعال ثانوس. عندما يدخل نسخة بديلة من ثانوس إلى خطهم الزمني، يتمكن ثور والمنتقمون من هزيمته. بعد ذلك، يتنازل ثور عن تاج أسغارد الجديدة لفالكيري وينضم لفترة وجيزة إلى حراس المجرة. يدخل ثور بعد ذلك في صراع مع غور قاتل الآلهة والإله الأولمبي زيوس، بينما يستعيد تواصله مع صديقته السابقة المريضة بالسرطان، جين فوستر، التي أصبحت تحمل ميولنير. بعد أن تستسلم فوستر لمرض السرطان من أجل المساعدة في هزيمة غور، يتبنى ثور ابنة الأخير، لوف.
يُعتبر ثور شخصية محورية في عالم مارفل السينمائي، حيث ظهر في تسعة أفلام حتى عام 2024. لاقت شخصية ثور وأفلامه الأولى آراء متباينة، غير أن قصته منذ فيلم ثور: راجناروك (2017) حظيت بترحيب أكبر بكثير، حيث يُنسب لهذا الفيلم الفضل في إحياء الشخصية ومسارها. تظهر نسخ بديلة من ثور في مسلسل الرسوم المتحركة ماذا لو...؟ (2021)، حيث يعيد هيمسورث تجسيد الدور. من بين هذه النسخ نسخة معينة تُصوّر ثور بديلًا نشأ دون لوكي، ويُجنّد في فريق حراس الأكوان المتعددة من قبل المراقب في المعركة ضد نسخة بديلة من أولترون.